# 東雷丁 (英國國會選區)
東雷丁（英語：Reading East），英國國會一自治市選區，包括英格蘭東南部伯克郡雷丁東部和沃金厄姆區一部。
始設於1983年。在2010年大選中保守黨的羅伯·威爾遜以42.6%選票連任成功。2017年英國大選中，羅伯·威爾遜連任失敗，由工黨Matt Rodda當選。